# Cyathea polystichoides
Cyathea polystichoides är en ormbunkeart som först beskrevs av Christ, och fick sitt nu gällande namn av Karel Domin. Cyathea polystichoides ingår i släktet Cyathea och familjen Cyatheaceae. Inga underarter finns listade.